# Amplificatore differenziale

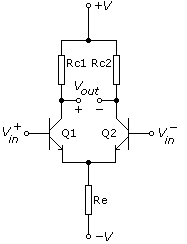
Schema di amplificatore differenziale

L'amplificatore differenziale è un tipo di amplificatore elettronico che amplifica la differenza dei due segnali di ingresso, ossia, il guadagno differenziale; l'amplificatore differenziale rappresenta lo stadio di ingresso di ogni amplificatore operazionale. 

## Descrizione
Dati due ingressi {\displaystyle V_{\mathrm {in} }^{+}} e {\displaystyle V_{\mathrm {in} }^{-}}, un amplificatore differenziale fornisce un'uscita {\displaystyle V_{\mathrm {out} }}:
{\displaystyle V_{\mathrm {out} }=A_{\mathrm {d} }(V_{\mathrm {in} }^{+}-V_{\mathrm {in} }^{-})+A_{\mathrm {c} }\left({\frac {V_{\mathrm {in} }^{+}+V_{\mathrm {in} }^{-}}{2}}\right)}
in cui {\displaystyle A_{\mathrm {d} }} è il guadagno di modo differenziale e {\displaystyle A_{\mathrm {c} }} il guadagno di modo comune.
Per rendere il circuito immune ai disturbi presenti agli ingressi bisogna far tendere {\displaystyle A_{\mathrm {c} }} a 0. Infatti, supposto che il disturbo sia ad esempio un rumore che si somma in maniera uguale a {\displaystyle V_{\mathrm {in} }^{+}} e {\displaystyle V_{\mathrm {in} }^{-}}, {\displaystyle A_{\mathrm {c} }} amplifica la tensione di modo comune
{\displaystyle V_{\mathrm {c} }={\frac {V_{\mathrm {in} }^{+}+V_{\mathrm {in} }^{-}}{2}}},
amplificando quindi anche il disturbo presente in ingresso. Il guadagno differenziale {\displaystyle A_{\mathrm {d} }} invece amplifica la tensione differenziale {\displaystyle V_{\mathrm {d} }=V_{\mathrm {in} }^{+}-V_{\mathrm {in} }^{-}}, quindi eventuali rumori vengono automaticamente eliminati dall'operazione di sottrazione.
Il rapporto di reiezione di modo comune (CMRR, dall'inglese common mode rejection ratio) è di solito definito come il rapporto tra il guadagno di modo differenziale e il guadagno di modo comune:
{\displaystyle \mathrm {CMRR} ={\frac {A_{\mathrm {d} }}{A_{\mathrm {c} }}}}
Da quest'equazione, si osserva che quando {\displaystyle A_{\mathrm {c} }} tende a zero, il rapporto di reiezione tende all'infinito. Maggiore è la resistenza della corrente di emettitore {\displaystyle R_{\mathrm {e} }}, più basso è {\displaystyle A_{\mathrm {c} }}, e migliore è il CMRR. Pertanto, per un amplificatore differenziale perfettamente simmetrico, con {\displaystyle A_{\mathrm {c} }=0}, la tensione di uscita è data da
{\displaystyle V_{\mathrm {out} }=A_{\mathrm {d} }V_{\mathrm {d} }=A_{\mathrm {d} }(V_{\mathrm {in} }^{+}-V_{\mathrm {in} }^{-})}
Questa formula mostra come non sia sufficiente avere {\displaystyle A_{\mathrm {c} }} tendente a zero, ma anche una {\displaystyle A_{\mathrm {d} }} molto maggiore di 1, altrimenti l'amplificatore riuscirebbe sì nell'intento di sopprimere i rumori di modo comune, ma non amplificherebbe il segnale differenziale in ingresso, che è l'operazione fondamentale svolta da un amplificatore differenziale.
Gli amplificatori differenziali si trovano in molti sistemi che utilizzano la retroazione negativa, in cui un ingresso è utilizzato per il segnale di ingresso, mentre l'altro per quello di retroazione.
Se l'amplificatore differenziale ha un'alta impedenza, la sua capacità di assorbimento di cariche (capacità elettrica) diminuisce. Se l'amplificatore differenziale ha una bassa impedenza il segnale di ingresso viene perturbato all'interno dell'amplificatore stesso, perché la corrente in ingresso viene dissipata (in calore). Un'alta impedenza dell'amplificatore differenziale permette di preservare la tensione (differenza di potenziale) che si presenta agli ingressi, e ad evitare che si dissipi all'interno dell'amplificatore stesso, altrimenti all'interno di quest'ultimo non ci sarebbe una d.d.p. fedele alla misura di d.d.p. fatta dalle sonde.